# B.M. Gyaneshwar
Badri Maharaj Gyaneshwar, dit B.M. Gyaneshwar, est un avocat et homme politique fidjien.

## Biographie
Fils de Badri Maharaj, le premier Indo-Fidjien à siéger au Conseil législatif des Fidji, B.M. Gyaneshwar vit quelques années au pays de Galles où il pratique le cricket dans les équipes des comtés du Denbighshire et du Cardiganshire. De retour aux Fidji, il s'établit comme avocat à Labasa et est élu représentant indo-fidjien au Conseil législatif des Fidji aux élections de 1944, mais perd son siège à celles de 1947,,.